# Xã Liberty, Quận Daviess, Missouri
Xã Liberty (tiếng Anh: Liberty Township) là một xã thuộc quận Daviess, tiểu bang Missouri, Hoa Kỳ. Năm 2010, dân số của xã này là 915 người.